# معاذ ابراهیم
معاذ ابراهیم (انگلیسی: Maad Ibrahim؛ زادهٔ ۳۰ ژوئن ۱۹۶۰) یک بازیکن فوتبال اهل عراق است.
وی همچنین در تیم ملی فوتبال عراق بازی کرده است.